# Nadleśnictwo Kartuzy
Nadleśnictwo Kartuzy – jednostka organizacyjna Lasów Państwowych podległa Regionalnej Dyrekcji Lasów Państwowych w Gdańsku. Siedziba Nadleśnictwa znajduje się w Burchardztwie, w gminie Kartuzy, w powiecie kartuskim, w województwie pomorskim. Podlegają mu 3 obręby i 13 leśnictw.

## Historia
Nadleśnictwo w Kartuzach zostało ustanowione w 1826, po przejęciu przez państwo pruskie lasów należących do zakonu kartuzów. Po II wojnie światowej pod zarządem polskim, w 1973 przyłączono do niego Nadleśnictwo Mirachowo, a cztery lata później – Nadleśnictwo Wieżyca.

## Ochrona przyrody
Na terenie nadleśnictwa znajduje się trzynaście rezerwatów przyrody:
- Jezioro Turzycowe
- Kurze Grzędy
- Leśne Oczko
- Lubygość
- Ostrzycki Las
- Staniszewskie Błoto
- Staniszewskie Zdroje
- Stare Modrzewie
- Szczelina Lechicka
- Szczyt Wieżyca na Pojezierzu Kaszubskim
- Zamkowa Góra
- Żurawie Błota
- Żurawie Chrusty

## Drzewostany
Typy siedliskowe lasów nadleśnictwa (z ich udziałem procentowym):
- lasowe 77%
- borowe 23%